# Kudowski Wierch
Kudowski Wierch (1024 m) – mało wybitny szczyt w Paśmie Lubania w Gorcach. W północnym kierunku, do Ochotnicy Dolnej opada z niego grzbiet oddzielający dolinę potoku Kudowski od doliny Jurkowskiego Potoku. W kierunku południowym tworzy krótki grzbiet opadający w widły potoku Lemierzysko i jego dopływu – Michalowego Potoku.
Stoki Kudowskiego Wierchu porasta las, ale po wschodniej stronie szczytu głównym grzbietem ciągnie się widokowa polana Kudów należąca do położonej u południowych podnóży Pasma Lubania wsi Mizerna. W jej dolnej części rosną dwa duże jesiony. W ich pobliżu można jeszcze odnaleźć fundamenty, piwniczkę i dziczejące śliwy będące pozostałością kiedyś stojących tu zabudowań gospodarstwa. Obecnie polana zarasta lasem, kiedyś jednak były na niej pola orne. Było to gospodarstwo oddalone od najbliższych zabudowań o godzinę drogi pieszo, a od najbliższego sklepu o dwie godziny. Dojazd furmanką był praktycznie niemożliwy. Wybudowane było w oryginalnym stylu; dwuizbowy dom z sienią, izbą czarną i izbą białą, stodoła i obora tworzyły czworobok. Właściciele opuścili go w 1967 r. pozostawiając wszystkie sprzęty i otwarte drzwi.
Dawniej polany ciągnęły się również na głównym grzbiecie po zachodniej stronie Kudowskiego Wierchu. Na mapie Geoportalu opisane są jako Jachymówki i Wyrobisko, ale obecnie są już niemal całkowicie zarośnięte lasem.
Na szczycie Kudowskiego Wierchu zbiegają się granice trzech miejscowości: Ochotnica Dolna i Ochotnica Górna (stoki północne) oraz Maniowy (stoki południowe), w powiecie nowotarskim, w województwie małopolskim.

## Szlaki turystyki pieszej
Główny Szlak Beskidzki, odcinek: Knurowska Przełęcz – Turkówka – Turkowska – Bukowinka – Chałupisko – Cyrla – Studzionki – Kotelnica – Runek (Hubieński) – Runek – Polana Wybrańska – Kudowski Wierch – Kudów – Jaworzyny Ochotnickie – Lubań – Wierch Lubania. Odległość 13,7 km, suma podejść 750 m, suma zejść 430 m, czas przejścia: 4 godz., z powrotem 3:05 godz.